# مورفيلد ستوري
مورفيلد ستوري (19 مارس، 1845 - 24 أكتوبر، 1929) كان محامي وحقوقي أمريكي ومناهض للإمبريالية في بوسطن. وكان أيضاً معارضاً لسياسة الولايات المتحدة التوسعية بدءاً من الحرب الأمريكية الإسبانية. وفقاً لكاتب سيرة ستوري (وليام هكسون)، كانت لديه النظرة التي جسدت «السلامية ومعاداة الإمبريالية والمساواة العرقية تماماً بقدر اقتصاد عدم التدخل وبقدر التناغم الأخلاقي في الحكومة».
خدم ستوري كرئيس ومؤسس للرابطة الوطنية للنهوض بالملونين من عام 1909 حتى وفاته في عام 1929.
وصف المحرر دامون روت في مقالة بمجلة ريزن الليبرتارية في ديسمبر 2007 ستوري كنموذج تاريخي للديمقراطيين الليبرتاريين.